# Rossz hír (Így jártam anyátokkal)
A Rossz hír az Így jártam anyátokkal című televízió-sorozat hatodik évadának tizenharmadik epizódja. Eredetileg 2011. január 3-án vetítették, míg Magyarországon 2011. szeptember 26-án.
Ebben az epizódban Marshall és Lily specialista segítségét kérik a teherbeeséshez, miközben Robin egy régi kollégája miatt kerül kellemetlen helyzetbe.

## Cselekmény
Jövőbeli Ted elmondja, hogy Marshall és Lily nagyon idegesek voltak amiatt, hogy talán soha nem lehet gyerekük. Néhány havi sikertelen próbálkozást követően az orvosuk azt javasolja, keressenek fel egy termékenységi specialistát. A bárban ezt mesélik épp Tednek, amikor megérkezik Barney, és bejelenti, hogy partnerre van szüksége a lézerharc-bajnokságra.
Lily elmegy a specialistához, Dr. John Stangelhez, és megdöbben, mert a doktor teljesen úgy néz ki, mint Barney, csak szakállas és más a haja színe. Ebből Lily azonnal azt feltételezi, hogy ő Barney álruhában, de Marshall azt mondja, hogy nem lehetett ő, mert egész nap együtt voltak. Mindenesetre Marshall is elmegy megnézni az orvost és megdöbben a hasonlóságon. Hogy Lily tényleg elhiggye, hogy nem Barney az, elhívja őt is, hogy mindketten egyszerre legyenek ott. A tesztek után kiderül, hogy Lily teljesen egészséges. Marshall egyből fel akarja hívni az apját, hogy megossza vele a jó hírt, de akkor eszébe jut, hogy ezek szerint az ő spermájával nem lesz valami rendben. Mivel az apjával csak jó hírekről szeret beszélni, így elhatározza, hogy csak akkor hívja fel, ha az ő eredménye is megérkezik, és az pozitív lesz. Spermamintát kellene produkálnia, de a rendelőben nem tud, ezért úgy dönt, hazamegy, megcsinálja ott, és aztán megy vissza. Hatalmas meglepetésére azonban beállítanak a szülei. A kínos, feszült hangulatot végül feloldja, amikor elmondja, mi az igazság. A szülők megnyugtatják, hogy akkor is szeretni fogják, ha nem lesz unokájuk, és ha minden kötél szakad, lehet örökbefogadni vagy spermadonort alkalmazni.
Eközben Robin új munkája a World Wide News-nál rosszul kezdődik. A csatorna vezető hírolvasója ugyanis Sandy Rivers, régi kollégája a Metro News 1-tól. Sandy elhíresztelte a kollégák között, hogy szexeltek, és különféle kínos történetekkel cikizi őt ki a többiek előtt. A többiek szerint Robinnak bele kellene állnia ebbe a dologba, mert csak rosszabb lesz, Ted elhatározza egy különösen rossz nap után, hogy segít Robinnak. Elmegy Sandy lakására, ahol lefotózza, hogy ő igazból kopaszodik és parókát hord. Robin mégsem használja fel a következő cikizésnél azt, hanem előveszi Robin Sparkles sztrasszkövekkel kirakott farmerkabátját, és beleáll a cikizésbe. Jövőbeli Ted szerint ugyan a Sparkles becenév örökre rajtaragadt a munkahelyén, de a dolgai jobbra fordultak.
Marshall idegesen várja a rendelőben az eredményeket. Kiderül, hogy először csakugyan Barney jelenik meg előtte álruhában, hogy rávegye a lézerharcra. Majd megjelenik Dr. Stangel, és elmondja neki, hogy a spermáival nincs semmi baj, teljesen egészséges. A bárba sietve telefonon próbálja hívni az apját, de nem veszi fel. Nem sokkal később a bár előtt találkozik Lilyvel, aki közli vele a szomorú hírt: az apja szívrohamban meghalt. Marshall könnyek között azt mondja: "Erre nem készültem fel"...

## Kontinuitás
- A jó hírek, amik miatt felhívta az apját, a következő epizódok során történtek: eljegyezték egymást Lilyvel ("A kezdetek"), átment a vizsgán ("Spoilerveszély"), vett egy viking lámpát ("A legutolsó cigi").
- Marshall és Lily a "Nagy napok" című részben vitatkoztak azon, hogy Marshall apja túlságosan is beleavatkozik az életükbe.
- Sandy az alábbi dolgokkal cikizi ki Robint: beleesett a lócitromba ("Az ing visszatér"), Robin Sparkles-videók ("A pofogadás", "Homokvárak a homokban", "Glitter"), a japán kiküldetése ("A Shelter-sziget"), élő adásban hányt ("Jó helyen, jó időben"), hírolvasás bohócnak maszkírozva ("Oszlopok"), a pelenkareklám ("Randy elbocsátása").
- Sandy és Robin az "Ugyan már" című részben dolgoztak együtt utoljára.
- Barneynak a vizsgálatok alatt ugyanazt a kütyüt kellett hordania a fején, amit Ted is viselt "A hétfő esti meccs" című epizódban, hogy ne tudja meg a meccs végeredményét.
- Marshall apjának halálát előrevetítette "A bunyó" című epizód záró jelenete, a 3-5 évvel későbbi hálaadási előretekintés, ahol nincs az asztal körül ülők között.
- Az epizódban végre bemutatkozik Barney igazi alteregója.

## Jövőbeli visszautalások
- Marshall apjának temetése az "Utolsó szavak" című epizódban történik.
- Robin később elvállalja, hogy lesz Barney partnere a lézerharc-viadalon, míg "A kétségbeesés napja" című részben át nem adja ezt a lehetőséget Norának.
- Robin tényleg sokra viszi még a csatornánál: a "Megemlékezés" című műsorban ő vezeti a szilveszteri műsort, a "Most már döntetlen" című részben pedig hős lesz, amikor egyedül letesz egy helikoptert.

## Érdekességek
- Amikor Ted lefotózza Sandyt, a telefonja kijelzőjén tisztán látható, hogy a haját le se fotózta.
- Mikor Marshall a szüleivel beszéli meg a problémáját, az asztalon jól látható 2 pohár bor és 2 üveg sör. Mivel Lily terhes, neki nem lenne szabad innia.
- Az epizód különlegessége, hogy az elejétől a végéig egy nagy visszaszámlálás látható benne: 50-től haladnak 1-ig. A számok különféle módokon láthatók, például az 5-ös számot egy pacsi formájában mutatják meg.
- A 33-as szám egy valóban megtörtént bányász-szerencsétlenségnek állít emléket.
- Az epizód végét mindvégig titokban tartották a szereplők előtt. A forgatókönyvből olyan példányt kaptak, amelyben végül Lily azt jelenti be, hogy terhes, és csak a legvégén avatták be őket. Jason Segel azonban úgy döntött, nem akarja megtudni, mit mond majd ott neki Alyson Hannigan, ezért a döbbenet az arcán amiatt, hogy meghal Marshall apja, valódi. Ezt a jelenetet csak egyszer vették fel.
- Neil Patrick Harris a stáblista végén külön is szerepel, mint Dr. John Stangel. Érdekesség, hogy mint tinisztár, Harris a "Doogie Howser" című sorozatban szintén orvost játszott.